# Patriarkh
Patriarkh (estilizado como PATRIARKH y ПАТРИАРХЪ en cirílico) es una banda polaca de black metal con sede en Białystok. La banda tiene sus orígenes en Batushka, de donde se separó después de un conflicto por los derechos del nombre de la banda. Su música y letras están inspiradas en la Iglesia ortodoxa, himnos tradicionales, canciones, historia y conflictos de la Iglesia y el folclore regional. Los miembros de la banda visten vestimentas de estilo oriental, grados ortodoxos orientales, mitras y klobuks durante las presentaciones en vivo.

## Historia
Patriarkh fue creado tras las divisiones dentro del grupo Batushka. Después de que Bartłomiej Krysiuk y el fundador de Batushka, Krzysztof Drabikowski, entraran en un conflicto legal por los derechos del nombre, cada miembro continuó usando el nombre Batushka.
El 18 de octubre de 2017 se anunció a través del sitio web  Metal Blade Records que Batushka se había unido a la lista de artistas del sello. Indignado por este acuerdo, Krzystof Drabikowski se opuso a colaborar con la banda en el futuro. A finales de 2018, Krzystof ya no formaba parte de este grupo y reformó su versión de Batushka.
En abril de 2019, la banda compartió su propia declaración de que los miembros de la banda Batushka habían firmado  con Metal Blade Records y lanzarían nueva música en junio de 2019. Un mes después, a través de las redes sociales de su banda, Bartłomiej Krysiuk compartió los documentos judiciales que establecían que tenía derechos legales para interpretar y publicar música bajo el nombre de "Batushka". La banda continuó lanzando música y realizando giras con este nombre durante los siguientes 5 años.
En noviembre de 2022, Napalm Records fichó a la banda en su lista de artistas y lanzaría nueva música "muy pronto". Este anuncio se hizo público mientras el grupo aún operaba bajo el nombre anterior de "Batushka". Según una entrevista con OutBurnOnline, Patriarkh firmó con Napalm para sus próximos dos discos.
Entre junio de 2019 y enero de 2024, la banda lanzó un LP de larga duración llamado Hospodi, dos EP llamados "RASKOL" y "Carju Niebiesnyj", dos álbumes en vivo y un álbum recopilatorio "MARIA". En este período de 5 años, la banda realizó giras por Europa y el Reino Unido varias veces, dos giras extensas en América del Norte, cada una abarcando Canadá, Estados Unidos y México (primero en 2022 y nuevamente en 2023), Japón y el sudeste asiático en 2023 y 2024.
En mayo de 2024, los tribunales polacos cambiaron su fallo (que inicialmente otorgaba los derechos del nombre Batushka a Krysiuk) y otorgaron los derechos a Drabikowski. Krysiuk dijo que apelaría la decisión, aunque seguirá adelante con sus planes para 2024.

### Cambio de nombre a Patriarkh (2024-presente)
A mediados de 2024, la banda de Krysiuk anunció una nueva serie de conciertos. Estos fueron promocionados como "los últimos shows de Batushka". Estos tours habían sido agendados desde 2023 y se les permitió continuar bajo el nombre de "Batushka". La gira incluía:
- Latin America Prophecy 2024 (del 1 de agosto al 15 de agosto).[11]
- Czarna Pashca II (del 6 al 22 de septiembre) con Shadohm y Terrordome.
- Epic Prophecy for Europe (del 26 de septiembre al 26 de octubre) con VLTIMAS y God Dethroned. [12] [13] [14]
- Asia Prophecy 2024 (del 29 de noviembre al 13 de diciembre).[15] [16] [17] [18]

Para la gira "Czarna Pascha II" por Polonia, la banda utilizaría el nombre temporal "ex-Batushka/PATRIARKH". Introdujeron una nueva puesta en escena, músicos adicionales y nuevas túnicas (la más notable fue la de Варфоломей, que lució una túnica y capucha blancas). También se presentó una lista de canciones modificadas que contenía material de todo el catálogo de Batushka, seguida de un conjunto de canciones nuevas de Patriarkh. La banda integró cuatro nuevas canciones a su setlist: "Wierszalin III", "Wierszalin IV", "Wierszalin VIII", "Wierszalin IX".
El 9 de septiembre de 2024, Bartłomiej Krysiuk, a través de las redes sociales de su banda, anunció oficialmente que ya no usarían el nombre "Batushka" y cambiarían su nombre a "Patriarkh" (estilizado en cirílico como Патриархъ).
El 20 de septiembre de 2024, la banda realizó un concierto en Cracovia que se transmitiría en vivo en formato pay-per-view. El evento estuvo disponible para su visualización durante 48 horas adicionales después del concierto.
El cambio de nombre se hizo oficial después del último concierto de su gira "Australasia" el 13 de diciembre de 2024, en Melbourne, Australia.
El primer lanzamiento oficial de música nueva bajo el nombre de Patriarkh se realizó el 15 de octubre de 2024. La canción "ВЕРШАЛИН III" (romanizado WIERSZALIN III) se lanzó en plataformas de streaming, junto con el estreno de un video musical dirigido por "Hiatsyntos", colaborador cinematográfico de la banda desde hace muchos años.
Junto con el lanzamiento digital, se vendió una edición especial limitada de 12" Extended Play en la gira 'Epic Prophecy for Europe' de la banda, y las copias restantes se venderían más tarde a través de la tienda web de la banda. Estaba disponible en tres variantes de color: negro, blanco y dorado. Napalm Records tenía una variante roja disponible exclusivamente a través de su tienda. En total se hicieron 500 copias y la cara B contaba con un grabado especial.

### Prorok Ilja(2025)
El segundo álbum de la banda, Prorok Ilja, fue lanzado el 3 de enero de 2025 a través de Napalm Records.
Prorok Ilja detalla una historia real que sucedió en el pueblo de Stara Grzybowszczyzna, en la región de Podlaquia, Polonia en las décadas de 1930 y 1940. El tema es Eliasz Klimowicz, un autoproclamado profeta que cultivó un grupo de seguidores y creó una secta religiosa dentro de la fe ortodoxa en esta región. El 3 de enero de 2025, Patriarkh celebró el concierto de estreno de Prorok Ilja en Łódź en el Klub Wytwórnia y fue el concierto inaugural de la banda bajo el nombre de Patriarkh.

## Estilo musical
Patriarkh se caracteriza por una combinación de black metal con música folclórica, música litúrgica y neofolk. La banda utiliza instrumentos tradicionales como la talharpa, la mandolina, el mandoloncello, la zanfona y el dulcémele, así como una orquesta sinfónica, coros masculinos y voces femeninas. En la capa textual, Patriarkh utiliza el antiguo eslavo eclesiástico, el bielorruso, el ruso, el griego, el rumano, el búlgaro, el ucraniano y, por primera vez, el polaco.

## Miembros de la banda
- Варфоломей (Varflomey) - Voz
- Лех (Lex) - Batería
- Монах Тарлахан (Monaj Tarlaja) - Guitarra
- Монах Борута (Monaj Boruta) - Guitarra
- Архангел Михаил (Arjangel Mijaíl) - Guitarra
- Хиацынтос Яца (Giatsint Yaytsa) - Coro
- Матеуш (Mateush) - Coro
- Матюшка (Matyushka) - Coro

## Discografía
**De 2019 a 2024, la banda tuvo varios lanzamientos bajo el nombre "Batushka".**
Álbumes de estudio
- Hospodi (Metal Blade Records, 2019)
- ПРОРОК ИЛЬЯ / Prorok Ilja (Napalm Records, 2025)

Obras extendidas
- "РАСКОЛ" / "Raskol" (Witching Hour Productions, 2020)
- ЦАРЮ НЕБЕСНЫЙ / Carju Niebiesnyj (Witching Hour Productions, 2021)

Álbumes en vivo
- ЧЕРНАЯ ЛИТУРГИЯ / Black Liturgy (Witching Hour Productions, 2020)
- ЧЕРНЫЕ РИТУАЛЫ / Black Rituals - Liturgy in Budapest 2021 (Via Nocturna, 2024)
- ЧЕРНАЯ ПАСХА / BLACK PASCHA - Пасха в Кракове 2024 (Via Nocturna, 2025)

Recopilaciones
- МАРИЯ / María (Witching Hour Productions, Via Nocturna, 2022)

Sencillos
- ВЕРШАЛИН III / Wierszalin III (Napalm Records, Via Nocturna, 2024)